# Denotáció és konnotáció
A szemantikában használt denotáció és konnotáció ellentétes fogalmak, amelyek nyelvi, főleg lexikai (szókészleti) egységek jelentésére vonatkoznak. Velük kapcsolatban beszélhetünk denotációs jelentésről és konnotációs jelentésről.

## A denotáció
A denotáció a lexikai egység jelentésének elvont, fogalmi vagy kognitív, alapjellegű, stabil, nem szubjektív és a beszéden kívül elemezhető része, mely a nyelvi közösség konszenzusának a tárgya. Következésképpen független a kontextustól. A denotatív jelentés egy denotátumra vonatkozik, azaz valamire, ami a valóságban vagy az emberek képzeletében létezik. Mindegyik lexikai egységnek van denotatív jelentése, akár valós élőlényt (pl. zsiráf), képzeletbeli élőlényt (tündér), tárgyat (karika), elvont dolgot (igazság) vagy nyelvtani viszonyt (és, de, hogy) jelöl.
Olyan esetek is vannak, amikor két vagy több lexikai egységnek ugyanaz a denotációja. Ekkor denotatív szinonímiáról van szó, mivel a szóban forgó lexikai egységek helyettesíthetik egymást ugyanabban a megnyilatkozásban anélkül, hogy ennek igazságfeltételei megváltoznának. Példa: Ez az eb harapott meg = Ez a kutya harapott meg.

## A konnotáció
A konnotáció a lexikai egység szubjektív, a kontextustól, a beszédhelyzettől függően változó része. A konnotatív jelentés asszociációs jellegű többletjelentés.

### A konnotáció megnyilvánulásai
Egyes különböző denotációjú szavak úgy asszociálhatók, hogy az egyik denotációja a másik konnotációja lesz, például a kereszt szó a kereszténységet konnotálja, vagy a francia rouge ’piros, vörös’ a ’veszély’-t. Ez a konnotáció közös az összes francia ajkú számára. Azonban a rouge-nak politikai konnotációja is lehet, ’kommunizmus, szélsőbaloldal’, amelyhez különböző beszélők csoportjai különbözően viszonyulnak érzelmileg, elfogadással vagy elutasítással. Hasonló jellegű konnotációja van a német Führer „vezér” szónak, amely Adolf Hitlert juttatja az emberek eszébe, vagy az angol dog ’kutya’ szónak, amelynek olyan konnotációi lehetnek, mint ’barát’, ’segítség’ stb.
Két vagy több egyazon denotációjú szó konnotációik révén különbözhetnek. Ún. részleges szinonimákról van szó, melyek különbözőségét nyelvjárási, szociolingvisztikai vagy pragmatikai jellegű vonások adják.
A tájszók többek között a beszélő vagy az író földrajztudományi eredetét konnotálják. Ilyen konnotációnak tekinthető például Tamási Áronnál a székely nyelvjárási elemek adta ún. állandósult stílusérték.
Szociolingvisztikai jellegűek például azok a konnotációk, amelyeket a nyelvi regiszterekre jellemző szavak hordoznak. Olyan francia szavak, mint cheval ’ló’, destrier ’paripa’ és canasson ’gebe’ ugyanazt az állatfajt nevezik meg, de az első szokásos és semleges, a második választékos, és szépséget, nemességet konnotál, a harmadik pedig bizalmas, és csúnyaságot, gyengeséget, gondozatlanságot konnotál. A nem szokásos regiszterekre jellemző szavak használata a beszélő egyik vagy másik társadalmi réteghez való tartozását is konnotálhatja.
A beszélő szakmáját konnotálhatja szaknyelvbeli szavak használata köznyelvi szinonimáik helyett, például franciául a rhinite ’orrhurut’ (orvosi szakszó) rhume ’nátha’ helyett.
Pragmatikai konnotáció például a pejoratív, amilyen a gebe szóé, vagy az eufemisztikus, amilyen a francia SDF betűszóe (eredete sans domicile fixe „állandó lakhely nélküli”) a sans-abri ’hajléktalan’ helyett.
Konnotálható a beszélő szándékos vagy anélküli attitűdje is a címzettel szemben, például annak mutatása, hogy egy bizonyos embercsoporthoz tartozik.
Nemcsak szavak hordozhatnak konnotációt, hanem egyéb nyelvi vonások is, például a köznyelven kívüli nyelvváltozatokra jellemző hangtani és grammatikai sajátosságok.
A denotáció és a konnotáció(k) egyszerre vannak jelen, és egyszerre hatnak a címzettre. A denotatív jelentés a szójelentés magva, a szó konnotációi pedig egyfajta „holdudvart” képeznek körülötte. A konnotáció egy adott ponton keletkezik, és szétterjed a diskurzus vagy a szöveg egészére.

### Közvetlen források
- (angolul) Bussmann, Hadumod (szerk.) Dictionary of Language and Linguistics Archiválva 2022. január 23-i dátummal a Wayback Machine-ben (Nyelvi és nyelvészeti szótár). London – New York: Routledge. 1998. ISBN 0-203-98005-0 (Hozzáférés: 2017. december 16.)
- (angolul) Crystal, David. A Dictionary of Linguistics and Phonetics (Nyelvészeti és hangtani szótár). 6. kiadás. Blackwell Publishing. 2008. ISBN 978-1-4051-5296-9 (Hozzáférés: 2017. december 16.)
- (franciául) Dubois, Jean et al. Dictionnaire de linguistique (Nyelvészeti szótár). Párizs: Larousse-Bordas/VUEF. 2002 (Hozzáférés: 2023. május 6.)
- Gyuris Beáta – Kiefer Ferenc. 7. fejezet – Szemantika. In Kiefer Ferenc (főszerk.). Magyar nyelv. Budapest: Akadémiai Kiadó. 2006. ISBN 963-05-8324-0. 125–161. o. (Hozzáférés: 2023. május 6.)
- Hangay Zoltán. Jelentéstan. In A. Jászó Anna (szerk.) A magyar nyelv könyve. 8. kiadás. Budapest: Trezor. 2007. ISBN 978-963-8144-19-5. 477–520. o. (Hozzáférés: 2017. december 16.)
- (franciául) Kleiber, Georges. La synonymie – « identité de sens » n’est pas un mythe (Szinonímia = „jelentésazonosság” nem mítosz). Pratiques. 2009. 141–142. sz. 9–25. o. (Hozzáférés: 2017. december 16.)

### Közvetett forrás
- (franciául) Lehmann, Alise – Martin-Berthet, Françoise. Introduction à la lexicologie. Sémantique et morphologie (Bevezetés a lexikológiába. Szemantika és morfológia). Párizs: Dunod. 1998